# Dietmar Demuth
Dietmar Demuth (* 14. Januar 1955 in Querfurt) ist ein deutscher Fußballtrainer und ehemaliger -spieler.

## Stationen als Spieler
Die Eltern von Dietmar Demuth zogen, als er Kleinkind war, in die Bundesrepublik Deutschland; er wuchs in Hamburg auf. Seine Karriere begann er beim TuS Osdorf und wechselte später zum FC St. Pauli. Demuth durchlief eine Lehre zum Starkstromelektriker. Bei St. Pauli spielte er 1977/78 seine erste Saison in der 1. Bundesliga. 1979 wechselte Demuth zum Bundesligaaufsteiger Bayer 04 Leverkusen und blieb dort vier Jahre. 1983/84 bestritt Demuth bei Kickers Offenbach seine letzte Bundesligasaison. Im September 1984 kehrte er für eine Ablösesumme von 35 000 D-Mark zum FC St. Pauli zurück und spielte noch einige Jahre in der 2. Bundesliga.

### Bilanz als Spieler
- 1. Bundesliga: 141 Spiele / 18 Tore (FC St. Pauli 34/4, Bayer Leverkusen 92/14, Kickers Offenbach 15/0)
- 2. Bundesliga: 192 Spiele / 19 Tore (alle für den FC St. Pauli)

## Stationen als Trainer
Nach seiner aktiven Laufbahn wurde Demuth 1990 Amateurtrainer beim FC St. Pauli. In der Saison 1992/93 war er Co-Trainer beim 1. FC Kaiserslautern, bevor er 1993/94 seine erste Saison als Cheftrainer beim SV Lurup bestritt. Von 1996 bis 1998 war er beim VfL Wolfsburg erneut als Co-Trainer engagiert und hatte diesen Posten ab 1999 auch bei seinem alten Verein FC St. Pauli inne. Nach dem Weggang von Willi Reimann wurde er dort am 15. März 2000 Cheftrainer und stieg mit seiner Mannschaft 2001 in die Bundesliga auf. Nach dem Abstieg im darauffolgenden Jahr und einem missglückten Start in die Saison 2002/03 wurde Demuth beim FC St. Pauli entlassen.
In der Folgezeit trainierte er den ghanaischen Verein Ashanti Gold SC, bevor er im März 2005 zum Chemnitzer FC kam. Dort konnte er den Abstieg aus der Regionalliga verhindern, wurde aber in der Folgesaison im November 2005 aufgrund anhaltender Erfolglosigkeit entlassen.
Von November 2006 bis März 2007 war er Co-Trainer, zwischen März und Juni 2007 interimistischer Cheftrainer von Eintracht Braunschweig in der 2. Bundesliga, konnte den drohenden Abstieg in die Regionalliga jedoch auch nicht mehr abwenden. Zur Saison 2007/08 wurde er von Benno Möhlmann abgelöst.
Am 7. Oktober 2007 wechselte Demuth nach Potsdam zum SV Babelsberg 03 in die Regionalliga Nord, mit dem er zwar den Landespokal gewann, jedoch die Qualifikation für die neugeschaffene eingleisige 3. Liga verpasste. Nach einem dritten Platz in der Folgesaison sicherte Demuth mit dem SV Babelsberg 03 am 9. Mai 2010 mit einem 1:0-Heimsieg gegen den Halleschen FC vorzeitig den Staffelsieg in der Regionalliga Nord und so den Aufstieg in die 3. Liga. Am 14. Mai 2012 wurde Demuth nach dem Klassenerhalt mit dem SV Babelsberg entlassen, sein bis 30. Juni 2013 laufender Vertrag wurde danach aufgelöst.
Ab dem 22. Juli 2013 übernahm Demuth den Hamburger Landesligisten FC Bergedorf 85, wo er zum einen als Cheftrainer der Liga-Mannschaft und zum anderen als Ausbilder für die Jugendtrainer fungierte. Des Weiteren wagte Demuth einen Abstecher in die Gastronomie und übernahm das vereinseigene Lokal. Nach nur drei Monaten beendete er seine Tätigkeit in Bergedorf. Im März 2014 wurde Demuth als neuer Trainer des Regionalligisten Berliner AK 07 vorgestellt. Dort sollte er helfen, den Klassenerhalt sowie den Gewinn des Berliner Pokals zu verwirklichen. Beim Berliner AK wurde Demuth jedoch bereits nach sechs Spielen wieder von seinen Aufgaben entbunden. Zuvor hatte die Mannschaft mit 0:4 gegen Wacker Nordhausen verloren. Die Nachfolge trat sein vormaliger Assistent Özkan Gümüş an, unter dem der BAK gleich drei Spiele in Folge gewann.
Ende Oktober 2014 wurde Demuth neuer Cheftrainer des ZFC Meuselwitz, der ebenfalls in der Regionalliga Nordost spielt. Zum Zeitpunkt seiner Amtsübernahme rangierte der ZFC mit 5 Punkten aus 11 Spielen auf dem letzten Tabellenplatz. Am 21. Januar 2016 wurde bekanntgegeben, dass er den sächsischen Landesligisten BSG Chemie Leipzig übernimmt, welchen er in die Oberliga Nordost führte. Von September 2020 bis August 2021 trainierte er den Oberligisten CFC Hertha 06. Zum 1. Januar 2025 übernahm er den Trainerposten beim Brandenburgligisten MSV Neuruppin.